# Эфендиев, Аслан-Али Абдурахманович
Аслан-Али Эфендиев (1895, Кашхатау, Терская область — 27 июня 1917, Средний Бабин, Цислейтания) — участник Первой мировой войны, двадцатидвухлетний полный Георгиевский кавалер.

## Биография
В одном из Балкарских аулов Хуламского общества в 1895 году родился Аслан-Али Эфендиев. Когда Аслану было 9 лет, его дед Магомет Юсупович добровольцем ушел на Русско-японскую войну. С того времени пройдет десять лет, и в 1914-м Россия вступит в Первую мировую войну. И теперь уже сын Абдурахмана Магометовича, жившего с семьей в селении Кашхатау, девятнадцатилетний Аслан-Али Эфендиев добровольцем вступит в Кабардинский конный полк, формируемый в Нальчике из кабардинцев и балкарцев, чтобы в составе Кавказской конной дивизии выступить на защиту Отечества от неприятеля.
Всадник Аслан-Али Эфендиев нес службу в 4-й полковой сотне, которой до 2 июля 1915 года — до дня своей гибели — командовал штабс-ротмистр Вальдемар Константинович Соколовский. Он и представлял Эфендиева к его первым боевым наградам. 23 февраля 1915 года командир 2-го кавалерийского корпуса, в состав которого входила и Кавказская конная дивизия, генерал-лейтенант Хан-Нахичеванский в своем наградном приказе № 21 объявил о награждении медалями «За храбрость» 78 всадников Кабардинского конного полка, отличившихся в первых боях в Западной Украине, на земле Галиции. В том приказе сказано и об Аслан-Али Эфендиеве, ставшем с того дня Кавалером Георгиевской медали 4-й степени. А «боевое дело», в котором отличился он и его товарищи по сотне также получивших медали «За храбрость», заключалось в следующем:
«Младший урядник Андулах Лиев, младший урядник Кокоз Гелястанов, младший урядник Маша Куважоков, младший урядник Аслан-Али Эфендиев 17 февраля 1915 года у деревни Майдан, будучи в разведке, отбили наступление разведчиков противника, превосходящих численностью, проявив выдающееся самоотвержение и храбрость». Аслан-Алию Абдурахмановичу Эфендиеву доведется почти три года вместе с полком идти по дорогам войны через ожесточенные бои на Австрийском фронте в Галиции, сражаться в Румынии, а затем вновь на земле Западной Украины…
Свой первый Георгиевский крест 4-й ст. Аслан-Али Эфендиев получит за отвагу, проявленную в боях на берегах Днестра в один из майских дней 1915 года, в представлении к награде лаконично говорится о том, что «младший урядник Аслан-Али Эфендиев с явной опасностью для жизни доставил важные сведения о противнике».
Пройдет полтора месяца, и 3 июля у галицийской деревни Шупарки, на днестровском берегу, когда полковым сотням придется вести тяжелый двухдневный бой с неприятелем, Эфендиев заслужит здесь Георгиевский крест 3-й степени за то, что «в бою 3 июля 1915 года под сильным огнём противника установил связь с соседними частями». Георгиевский крест 3-й степени уряднику Аслан-Али Эфендиеву вручит великий князь Кирилл Владимирович, двоюродный брат царя Николая II, который в 1924 году, находясь в эмиграции во Франции, примет титул императора Всероссийского.
С конца мая 1916 года Эфендиев вместе со своим полком примет участие в знаменитом Брусиловском прорыве российских войск на Юго-Западном фронте, когда противнику был нанесен громадный урон в живой силе, захвачены десятки тысяч пленных и враг был отброшен далеко на запад. В тех боях Аслан-Али Абдурахманович заслужит Георгиевский крест 2-й степени.
Сотенный командир и командир Кабардинского полка дважды представляли его к этой награде. Первый раз за то, что младший урядник Эфендиев «29 мая 1916 года у деревни Лужаны, будучи в разведке, захватил неприятельскую заставу», а вторично, когда он «в бою 24 июля 1916 года у деревни Хриновицы, при взятии неприятельской укрепленной позиции примером личной храбрости ободрял своих товарищей и увлекал их за собой, чем способствовал успеху».
Приказом по 41-му армейскому корпусу от 15 сентября 1916 года младший урядник Кабардинского конного полка Аслан-Али Эфендиев был награждён Георгиевским крестом 2-й степени. А в начале декабря 1916 года вместе со своим полком Аслан-Али Абдурахманович станет участником боевых действий на Румынском фронте, в горах Восточных Карпат. И там уже 4 декабря командир сотни Хан Эриванский в своем рапорте командиру полка полковнику Старосельскому будет ходатайствовать «о награждении за боевые отличия» урядника Аслан-Али Эфендиева Георгиевским крестом 1-й степени. Но, как часто бывало на фронте, не каждое представление к кресту или медали обязательно несло за собой награду, так и в тот раз ходатайство о награждении младшего урядника Эфендиева, поддержанное полковым командиром, где-то «застряло» в полковых штабах. В апреле полковник Старосельский направит в вышестоящий штаб общий список урядников Кабардинского полка, представленных к предофицерскому чину юнкера.
Был среди них и старший урядник Аслан-Али Абдурахманович Эфендиев, согласно «представлению» командира полка, происходивший «из селения Кашкатао, Нальчикского округа, Терской области», родившийся в 1895 году. Вероисповедания магометанского. Холост. Грамотен. Зачислен в Кабардинский конный полк в 4-ю сотню 31 августа 1914 года. Имеет награды: медаль «За храбрость» 4-й степени, Георгиевские кресты 4, 3 и 2-й степени. Старший урядник с 22 марта 1917 года. «Был в походах и делах против австро-германцев в 1914—1917 годах. Ранен 2 раза в следующих боях: 18 августа 1916 года у реки Быстрица и 13 декабря 1916 года у высоты Спидоле».
В «наградном листе», подписанном командиром полка полковником Старосельским, говорилось: «Старший урядник Кабардинского конного полка Аслан-Али Абдурахманович Эфендиев представляется в юнкера за то, что во всех боях, в которых участвовал полк, командуя взводом, проявил выдающуюся храбрость, мужество и самоотвержение, ободряя и увлекая в бой товарищей и подчинённых. 18 августа 1916 года на реке Быстрице, несмотря на полученное ранение, оставался в строю, продолжая командовать взводом.
В бою 13 декабря 1916 года у высоты Спидоле, будучи ранен, тоже оставался в строю до конца боя, проявляя выдающуюся храбрость и пренебрежение к опасности.
Порученные ему разведки выполнял с выдающимся пониманием возлагаемой на него задачи, неоднократно пробирался в занятые противником деревни и добывал важные сведения о силах и расположении противника». Представление на старшего урядника Эфендиева командир полка направил в штаб 1-й бригады Кавказской конной дивизии, оттуда оно пошло к комдиву генерал-лейтенанту Багратиону. Завершающей военной инстанцией был штаб Юго-Западного фронта, куда стекались все представления на юнкерские и офицерские чины.
13 июня 1917 года приказом командующего Юго-Западным фронтом генерал-лейтенанта Алексея Евгеньевича Гутора старший урядник Кабардинского конного полка Аслан-Али Абдурахманович Эфендиев «за отличие, проявленное в боях с неприятелем», был награждён чином юнкера. Но, к сожалению, известие об этом пришло в штаб полка слишком поздно…
С 25 июня 1917 года Кабардинский конный полк в составе Кавказской конной дивизии, входившей в 8-ю армию генерала Корнилова, принимал участие в наступлении, развёрнутом российскими войсками в направлении городов Долины, Калуша и Болехова, западнее Станиславова. Войска прорвали оборону противника, успешно продвигаясь вперёд.
В Долинском направлении на 27 июня наши войска продолжали преследовать отступавшего на северо-запад противника, разбитого армией генерала Корнилова… К вечеру наши войска достигли реки Ломницы. Переброшенные после короткого боя передовые части на её левый берег заняли деревни Бирдянки и Бабино…"
В тот день, 27 июня 1917 года, на берегу реки Ломницы, в галицийской деревне Бабино, о которой говорилось в сообщении Ставки, и примет свой последний бой Аслан-Али Эфендиев…
В первой половине дня 27 июня корнет Григорий Александрович Мосолов во главе разъезда из 26 всадников 4-й сотни «при старшем уряднике Эфендиеве» получил задание сотенного командира выйти к реке Ломнице, отыскать брод и провести разведку на левобережье в районе деревни Бабино. Долина реки, куда выдвигался разведывательный разъезд Кабардинского конного полка, находилась под сильным обстрелом противника. Австрийцы,  занимая позиции на левом берегу реки и в деревне Бабино, вели с той стороны сильный огонь из винтовок, пулемётов и орудий, чтобы преградить российским частям путь к наступлению.
В той сложной ситуации корнету Григорию Мосолову и уряднику Аслан-Али Эфендиеву необходимо было выполнить приказ командира. И они в тот день до конца исполнили свой воинский долг.
О том, что произошло тогда в деревне Бабино, известно из приказа командира Кавказской конной дивизии генерал-лейтенанта князя Дмитрия Петровича Багратиона, отданного им 3 июля 1917 года:
«…Корнет Мосолов, рассмотрев подступы к реке и рассыпав карьером разъезд в лаву, бросился с Эфендиевым к реке. Противник открыл частый огонь по лихим джигитам, которые, перебравшись, кто вброд, кто вплавь, доскакали до деревни Бабино и, укрепившись за первыми её домами, спешились. Корнет Мосолов со старшим урядником Эфендиевым, всадниками Шуановым и Хаджи-Муратом (Асановым), вызвавшимися охотниками, направились через деревню для разведки неприятельского расположения, разведчики которого убежали из деревни в окопы. Противник усилил ружейный и артиллерийский огонь. При этом герой-храбрец Эфендиев был разорван на части попавшим в него снарядом, корнет Мосолов ранен двумя пулями и контужен, всадник Шуанов ранен. Единственный уцелевший всадник Хаджи-Мурат довёл с подоспевшими всадниками раненых до коноводов. Через некоторое время спешенная сотня Кабардинцев заняла Бабино, куда затем были направлены Дагестанцы и пехота.
Объявляю сердечную благодарность лихому корнету Мосолову и молодцам разведчикам Кабардинского полка. Вечная память Георгиевскому кавалеру 3-х степеней Эфендиеву».
А через два дня в штабе полка стало известно о том, что старший урядник Аслан-Али Эфендиев еще 13 июня приказом командующего Юго-Западным фронтом произведён в чин юнкера. Но Аслан-Али Абдурахманович об этом уже не узнал…
После того драматического боя за деревню Бабино новый командир Кабардинского полка Владимир Давидович Абелов направит в штаб Кавказской конной дивизии представление на двадцатидвухлетнего юнкера Аслан-Али Абдурахмановича Эфендиева, ходатайствуя о его посмертном награждении Георгиевским крестом 1-й степени.
Погиб в бою 27 июня 1917 г. в дер. Бабино под г. Станиславовом на Западной Украине.

## Награды
- Георгиевский крест 1-й степени (№ 37850; посмертно)[2].

## Интересные факты
- В Дикой дивизии было 48 полных Георгиевских кавалеров 12 из них служили в Кабардинском конном полку. Эфендиев был одним из самых молодых полных кавалеров в дивизии.

## Память
- В Кабардино-Балкарии, где расположено несколько памятных плит героям Отечества — участникам разных войн, установлена памятная стела в честь героя Первой мировой войны Аслана-Али Эфендиева.
- Одна из улиц Кашхатау носит имя Эфендиева.

## Комментарии
1. ↑  Деревня Бабино'"`UNIQ--ref-00000010-QINU`"' ныне — Средний Бабин в Калушском районе Ивано-Франковской области Украины.